# Suzuki Wagon R+
Pour les articles homonymes, voir Wagon (homonymie).
Le Suzuki Wagon R est un véhicule du constructeur automobile japonais Suzuki vendu entre 1998 et 2008.
Basé sur la Kei-car Wagon R, il en est la version large et dotée de motorisations supérieures (1.0 et 1.2 puis 1.3 L).
Lancé en France en 1998, le Wagon R devient “+” en 1999.
Rebadgée Opel, sa deuxième génération devient Agila A chez le constructeur allemand à la différence du modèle Suzuki, celui-ci est fabriqué en Pologne.

## Première génération
Le Wagon R a été initialement construit et homologué en tant que quatre places (siège arrière divisé au milieu). 
Pour la première génération, il y avait deux moteurs à essence : l'un avec une cylindrée de 1,0 l et 48 kW (65 ch) et l'autre avec 1,2 l et 51 kW (69 ch), qui étaient disponibles avec ou sans transmission intégrale (à partir de 1999). 
Au-delà de ses dimensions permettant un rapport longueur/habitabilité avantageux, le Suzuki Wagon R+ dispose d'aspects pratiques particulièrement développés : bac de rangement sous le siège passager, tiroir coulissant sous le siège conducteur, sièges arrière formant un plancher plat quand rabattus. 

## Seconde génération
Le Suzuki Wagon R+ dispose de 5 portes et 4 places, de l’espace malgré tout et une position de conduite surélevée. Le nouveau modèle améliore le concept du Wagon R sous une carrosserie aux lignes moins carrées évoquant celles d’un petit monospace.
Les feux arrière, très vulnérables quand ils étaient dans le bouclier, ont été surélevés. Sa longueur augmentée de 9 cm ne profite pas aux passagers, ni a la contenance du coffre, qui régresse en configuration 2 places, passant de 1 470 a 1 250 litres.
Grâce à une largeur augmentée de 5 cm, les occupants bénéficient d’un peu plus de place en largeur, et la grande hauteur du Wagon R + met a l’aise les passagers les plus grands. Toujours séparée en deux parties égales, la banquette arrière se replie pour former un plancher presque plat, les dossiers ne sont plus inclinables et le cache-bagages a enrouleur est remplacé par un filet amovible très léger.
La planche de bord est modifiée, les sièges plus confortables et des contre-portes redessinées. Le nouveau 1 300 cm3 VVT de 69 kW (94 ch) remplace les 1000 de 47 kW (65 Ch) et 1 200 cm3 de 50 KW (69 CH) aux performances trop modestes. 
En 2003, les véhicules sont disponibles avec un moteur essence d'une cylindrée de 1,3 l avec distribution variable et 69 kW (94 ch) avec ou sans transmission intégrale et dès l'automne avec un moteur diesel Fiat de 51 kW (69 ch), tous deux Euro 4.
Au printemps 2005, la version 4x4 cesse d'être commercialisée et en France.
La production de la Suzuki Wagon R + a été arrêtée en mars 2006. Son successeur Splash a été présenté au Salon de l'automobile de Francfort 2007 et a été également fabriqué en Hongrie. À partir du 25 septembre 2008, Suzuki a vendu le véritable successeur du Wagon R sous le même nom exclusivement au Japon.
Versions [Où ?][Quand ?]:
GA  : Airbag conducteur
GL  : direction assistée, airbags conducteur et passager, vitres avant et rétroviseurs électriques, verrouillage centralisé, banquette arrière 50/50, barres de toit. 
GL clim : direction assistée, airbags conducteur et passager, vitres avant et rétroviseurs électriques, verrouillage centralisé, banquette arrière 50/50, barres de toit, climatisation manuelle.
GL + : direction assistée, airbags conducteur et passager, vitres avant et rétroviseurs électriques, verrouillage centralisé, banquette arrière 50/50, barres de toit, ABS.
GL + 4X4 : direction assistée, airbags conducteur et passager, vitres avant et rétroviseurs électriques, verrouillage centralisé, banquette arrière 50/50, barres de toit, ABS, transmission intégrale.
GLX : direction assistée, airbags conducteur et passager, vitres avant et rétroviseurs électriques, verrouillage centralisé, banquette arrière 50/50, barres de toit, ABS, autoradio, antibrouillards, jantes alliage, becquet arrière.